# استوارت گیلمور
استوارت گیلمور (انگلیسی: Stuart Gilmore؛ ۸ مارس ۱۹۰۹ – ۱۹ نوامبر ۱۹۷۱) یک کارگردان، و تدوین‌گر اهل ایالات متحده آمریکا بود. وی ۱۰ فیلم کارگردانی و ۴۵ فیلم نیز تدوین نمود

## افتخارات
- نامزد جایزه اسکار بهترین تدوین فیلم در ۳۳مین دوره بخاطر فیلم آلامو
- نامزد جایزه اسکار بهترین تدوین فیلم در ۴۳مین دوره بخاطر فیلم فرودگاه
- نامزد جایزه اسکار بهترین تدوین فیلم در ۴۴مین دوره بخاطر فیلم The Andromeda Strain (پس از مرگش)

## فیلم‌شناسی

### به عنوان تدوینگر
- جاذبه آندرومدا (۱۹۷۱)
- فرودگاه (۱۹۷۰)
- سوئیت چریتی (۱۹۶۹)
- Yours, Mine and Ours (۱۹۶۸)
- Rosie! (۱۹۶۷)
- میلی کاملاً مدرن (۱۹۶۷)
- هاوایی (۱۹۶۶)
- خط قرمز ۷۰۰۰ (۱۹۶۵)
- Toys in the Attic (۱۹۶۳)
- هاتاری! (۱۹۶۲)
- الاکلنگ دونفره (۱۹۶۲)
- آلامو (۱۹۶۰)
- سفر به اعماق زمین (۱۹۵۹)
- Holiday for Lovers (۱۹۵۹)
- خشم و هیاهو (۱۹۵۹)
- عشق بازیگری (۱۹۵۸)
- The Barbarian and the Geisha (۱۹۵۸)
- شکارچیان (۱۹۵۸)
- The Enemy Below (1957)
- فاتح (۱۹۵۶)
- زیر آب! (۱۹۵۵)
- Vendetta (۱۹۵۰)
- Road to Utopia (۱۹۴۵)
- Out of This World (۱۹۴۵)
- Hail the Conquering Hero (۱۹۴۴)
- The Miracle of Morgan's Creek (۱۹۴۴)
- 'The Hour Before the Dawn (۱۹۴۴)
- داستان پالم بیچ (۱۹۴۲)
- بانو ایو (۱۹۴۱)
- سفرهای سولیوان (۱۹۴۱)
- Arrest Bulldog Drummond (۱۹۳۹)

### به عنوان کارگردان
- Captive Women (۱۹۵۲)
- The Half-Breed (۱۹۵۲)
- Target (۱۹۵۲)
- Hot Lead (۱۹۵۱)
- The Virginian (۱۹۴۶)